# François Marinus Boogaard
François Marinus Boogaard (Sint-Annaland, 25 april 1888 – Bergen op Zoom, 22 december 1976) was een Nederlands politicus. 
Hij werd geboren als zoon van Johannis Boogaard (1848-1936) en Jannetje Barendina Geluk (1849-1928). Hij volgde een opleiding aan een normaalschool maar hij ging het onderwijs niet in. Hij was volontair bij de gemeentesecretarie van Sint-Annaland en in 1916 werd hij daar aangesteld als ambtenaar. In 1920 volgde hij J. Polderman op als gemeentesecretaris van Sint-Annaland. Eind 1944 werd Boogaard de waarnemend burgemeester van de net bevrijdde gemeente Stavenisse. In december 1945 werd hij benoemd tot burgemeester van Sint-Annaland. Boogaard kreeg in 1953 als burgemeester te maken met de Watersnoodramp en enkele maanden later ging hij met pensioen. Hij bleef nog wel enige tijd aan als waarnemend burgemeester van die gemeente. Boogaard overleed in 1976 op 88-jarige leeftijd.